# Sten Sture el Joven

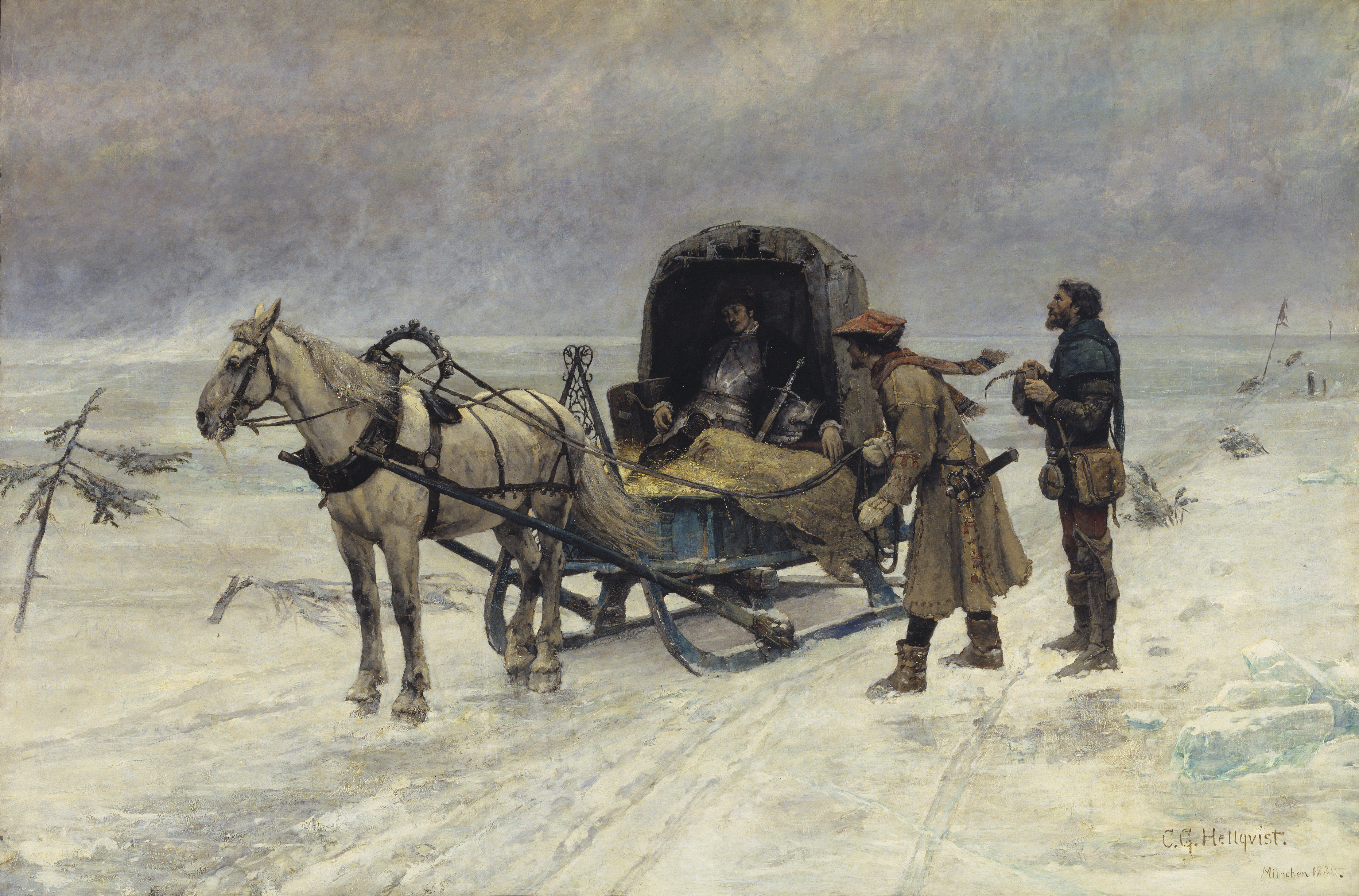
La muerte de Sten Sture el joven en el hielo del lago Mälar.
Pintura de Carl Gustaf Hellqvist (1880).

Sten Sture el joven (en sueco Sten Sture den yngre, 1493-lago Mälar, 3 de febrero de 1520) fue un hombre de estado sueco y regente de Suecia, bajo la Unión de Kalmar, desde 1512 hasta su muerte.

## Biografía
Nació como el hijo del regente Svante Nilsson, un descendiente de la familia Sture, e Iliana Gisladotter Gädda. En 1511 se casó con Kristina Gyllenstierna —la bisnieta de Carlos VIII Knutsson—, con quien tuvo un hijo, Svante Stensson Sture, este último elevado al rango de primer condestable (Riksmarsk).
Fue herido de muerte en la batalla de Bogesund, ocurrida el 19 de enero de 1520, durante la fase final de la guerra que mantuvo Cristián II de Dinamarca contra Suecia, y murió sobre el hielo del lago Mälar en el viaje de regreso a Estocolmo.